# 帕尔利
帕尔利（法語：Parly，法語發音：[paʁli]）是法国勃艮第-弗朗什-孔泰大区约讷省的一个市镇，属于欧塞尔区。

## 地理
帕尔利（47°45'53"N, 3°20'51"E）面积20.77 平方千米，位于法国勃艮第-弗朗什-孔泰大區约讷省，该省份为法国中北部内陆省份，西接卢瓦雷省，西北接塞纳-马恩省，南至涅夫勒省，东临科多尔省，东北与奥布省接壤。
与帕尔利接壤的市镇（或旧市镇、城区）包括：博瓦尔、迪日、梅里拉瓦莱、普兰、图西。

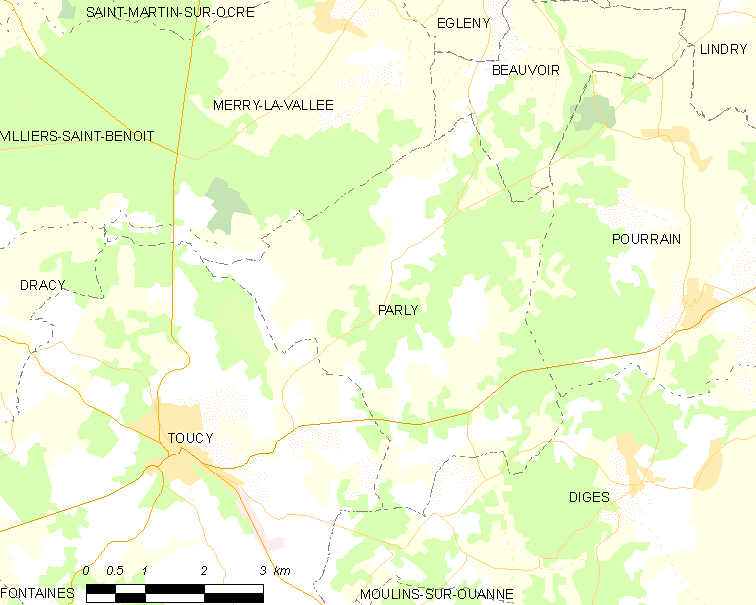
帕尔利的OSM定位图

帕尔利的时区为UTC+01:00、UTC+02:00（夏令时）。

## 行政
帕尔利的邮政编码为89240，INSEE市镇编码为89286。

## 政治
帕尔利所属的省级选区为皮赛中心县。

## 人口

1962-2008年间帕尔利人口变化图示

帕尔利于2022年1月1日时的人口数量为827人。